# Margherita Oggero

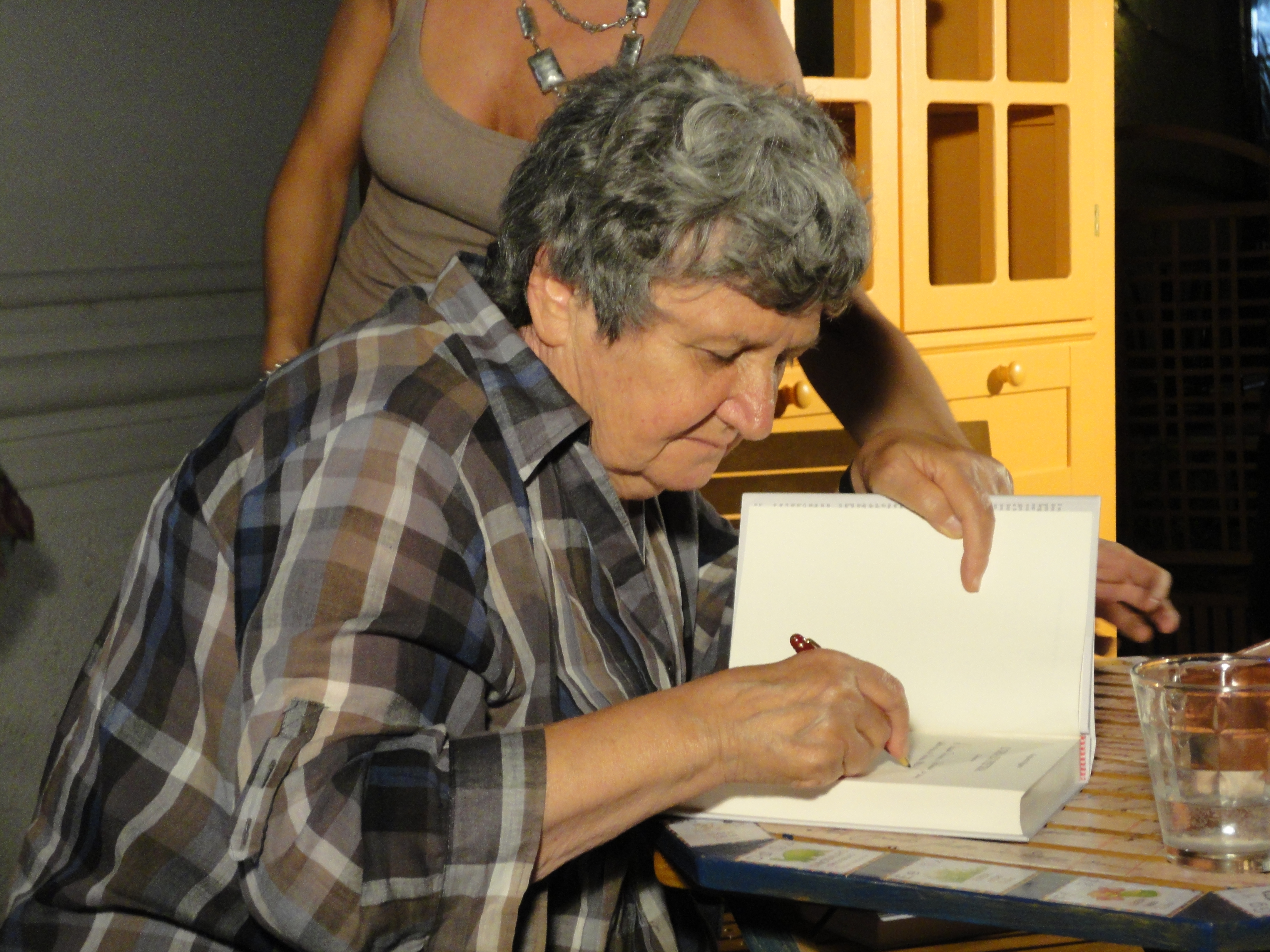
Margherita Oggero

Margherita Oggero (* 22. März 1940 in Turin) ist eine italienische Schriftstellerin und Lehrerin.

## Leben
Oggero studierte in ihrer Heimatstadt u. a. Pädagogik und arbeitete dort anschließend bis zu ihrer Pensionierung als Lehrerin. Nach wie vor lebt sie in Turin.
Ihr Debüt als Schriftstellerin hatte sie 2002 mit ihrem Kriminalroman Schön, blond, reich und tot. Es folgten mehrere Romane, 2011 auch ein Kinderbuch. Durch die Verfilmung einiger ihrer Romane – Oggero konnte an den Drehbüchern mitwirken – kam es zu einigen für sie wichtigen Kontakten. Infolge davon konnte Oggero bis jetzt auch an einigen anderen Drehbüchern mitschreiben.
Für La Ragazza di fronte erhielt Oggero 2016 den Premio Bancarella.

## Werke (Auswahl)
Bildband
- 2007: Torino, l'ora blu. Racconto fotografico di Mauro Raffini, testo di Margherita Oggero. Gribaudo, Terzo

Kinderbuch
- 2011: L’amico di Mizù. Notes, Turin

Romane
- 2002: La collega tatuata. Mondadori, Mailand

→ dt. Schön, blond, reich und tot. Kriminalroman. Grafit Verlag, Dortmund 2004, ISBN 3-89425-533-1.
- 2003: Una piccola bestia ferita. Mondadori, Mailand

→ dt. Der Tod kommt nur einmal. Roman. Diana-Verlag, München 2005, ISBN 3-453-35091-X.
- 2005: L’amica americana. Mondadori, Mailand

→ dt. Espresso mit Todesfolge. Kriminalroman. Piper, München 2008, ISBN 978-3-492-25740-4.
- 2007: Qualcosa da tenere per sé. Mondadori, Mailand

→ dt. Mord zum Aperitivo. Kriminalroman. Piper, München 2009, ISBN 978-3-492-25991-0.
- 2008: Il rosso attira lo sguardo. Quattro stagioni di relazioni pericolose. Mondadori, Mailand, ISBN 978-88-04-58259-5.[1]
- 2009: Risveglio a Parigi. Mondadori, Mailand
- 2011: L'ora di pietra. Mondadori, Mailand

→ dt. Der Duft von Erde und Zitronen. btb, München 2014, ISBN 978-3-442-74695-8.
- 2012: Un colpo all'altezza del cuore. Mondadori, Mailand
- 2015: La Ragazza di fronte. Mondadori, Mailand
- 2017: Non fa niente. Einaudi
- 2021: Il gioco delle ultime volte. Einaudi
- 2023:  Brava gente, Milano, HarperCollins
- 2024: Passepartout, Napoli, Guida

Sachbuch
- 2008: Orgoglio di classe. Piccolo manuale di autostima per la scuola italiana e chi la frequenta. Mondadori, Mailand, ISBN 978-88-04-58639-5.

## Verfilmung
- Davide Ferrario (Regie): Se devo essere sincera. 2004 (nach dem Roman Schön, blond, reich und tot)
- Rossella Izzo (Regie): L’amica americana (nach dem Roman Espresso mit Todesfolge)[2]